# Ense
Ense is een gemeente in de Duitse deelstaat Noordrijn-Westfalen, 6 km ten zuidoosten van Werl gelegen in de Kreis Soest. De gemeente Ense telt 12.256 inwoners (31 december 2020) op een oppervlakte van 51,07 km².

## Indeling van de gemeente
Ense omvat de volgende 14 kernen: Bilme, Bittingen, Bremen (waar het gemeentehuis staat), Gerlingen, Höingen, Hünningen, Lüttringen, Niederense, Oberense, Parsit, Ruhne, Sieveringen, Volbringen en Waltringen.
| Ortsteil   | Bevolking (2018) |
| ---------- | ---------------- |
| Bilme      | 0031             |
| Bittingen  | 0095             |
| Bremen     | 3419             |
| Gerlingen  | 0052             |
| Höingen    | 1871             |
| Hünningen  | 0506             |
| Lüttringen | 0872             |

| Ortsteil    | Bevolking (2018) |
| ----------- | ---------------- |
| Niederense  | 3264             |
| Oberense    | 0271             |
| Parsit      | 0900             |
| Ruhne       | 0302             |
| Sieveringen | 0357             |
| Volbringen  | 0136             |
| Waltringen  | 0621             |

Ligging van de Ortsteile der gemeente Ense

## Ligging en infrastructuur
Ense bestaat uit een aantal dorpen in het overgangsgebied tussen de vruchtbare, tamelijk vlakke landbouwzone Soester Börde in het noorden, en het beboste, heuvelachtige Arnsberger Wald, een noordelijk randgebied van het Sauerland, in het zuiden.
Buurgemeentes zijn:
- Soest in het noordoosten
- Wickede (Ruhr) in het westen
- Werl in het noordwesten
- Arnsberg (Stadtteil Neheim) in het zuiden
- Möhnesee in het oosten.

De gemeente wordt in het zuidwesten en westen begrensd door de rivier de Ruhr en in het zuidoosten door de rivier de Möhne, die ten zuiden van de gemeente, te Neheim, gemeente Arnsberg, in de Ruhr uitmondt.
Aan de noordrand van de gemeente loopt van west naar oost de Autobahn A44 Unna - Werl - Soest.
Aan de westrand van de gemeente loopt, evenwijdig aan de Ruhr, van noord naar zuid de Autobahn A445 Werl - Arnsberg.
Dwars door de gemeente, zuidwaarts langs Ruhne en  dan oostwaarts door Bremen, en tussen Ober- en Niederemse door, loopt de Bundesstraße 516 Werl- Möhnesee.
De dichtstbijzijnde spoorwegstations staan te Werl en Neheim, gemeente Arnsberg. Met deze beide stations hebben de dorpen Bremen en Lüttringen  op werkdagen van 07.00-20.00 uur regelmatige busverbindingen (uurdienst). Het dorpje Ostönnen, gemeente Soest, is eindpunt van een buslijn van Neheim-Hüsten via Niederense, met overstapmogelijkheden van en naar Soest-centrum en Werl.

## Economie

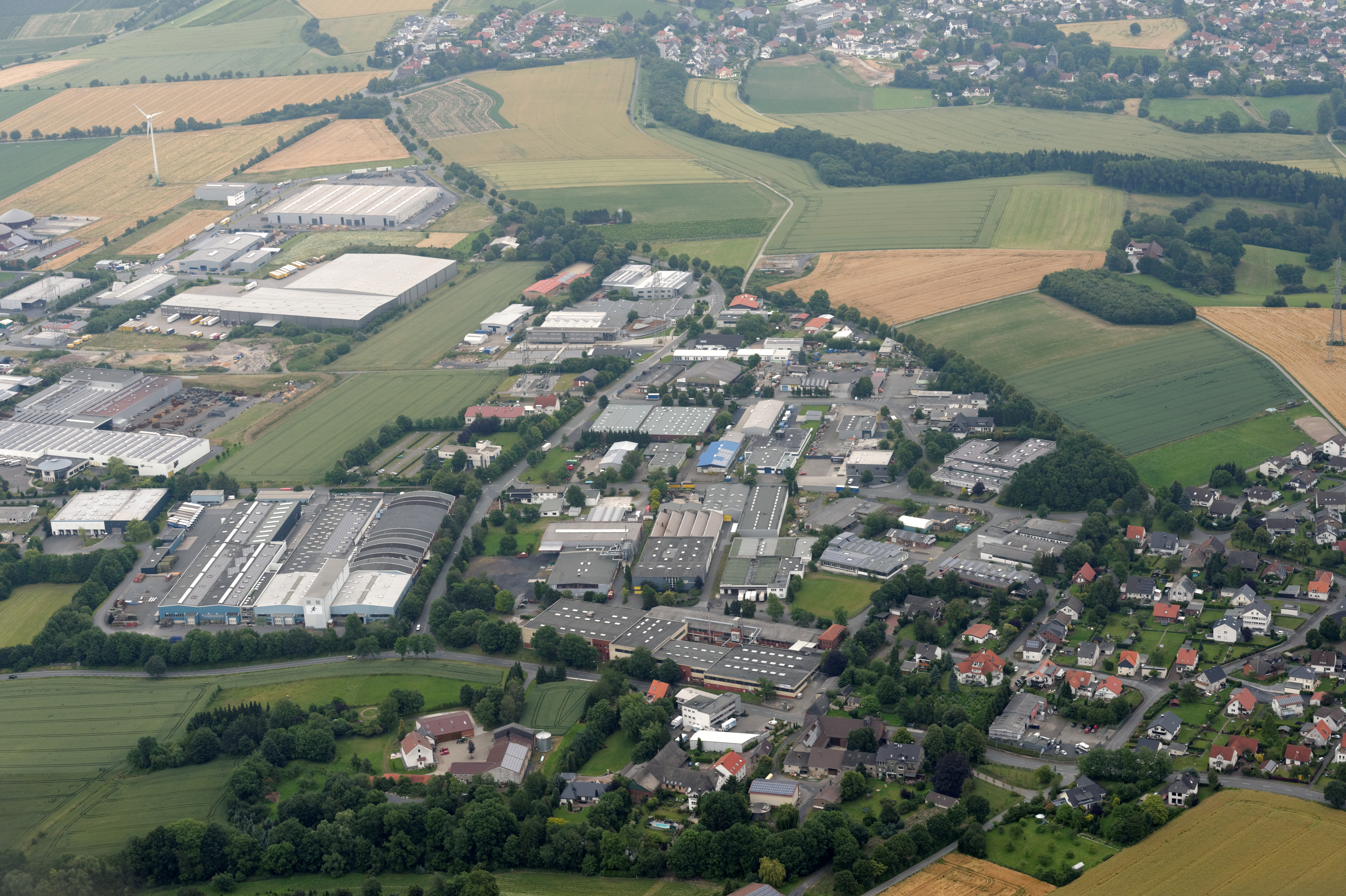
Bedrijventerrein bij Höingen
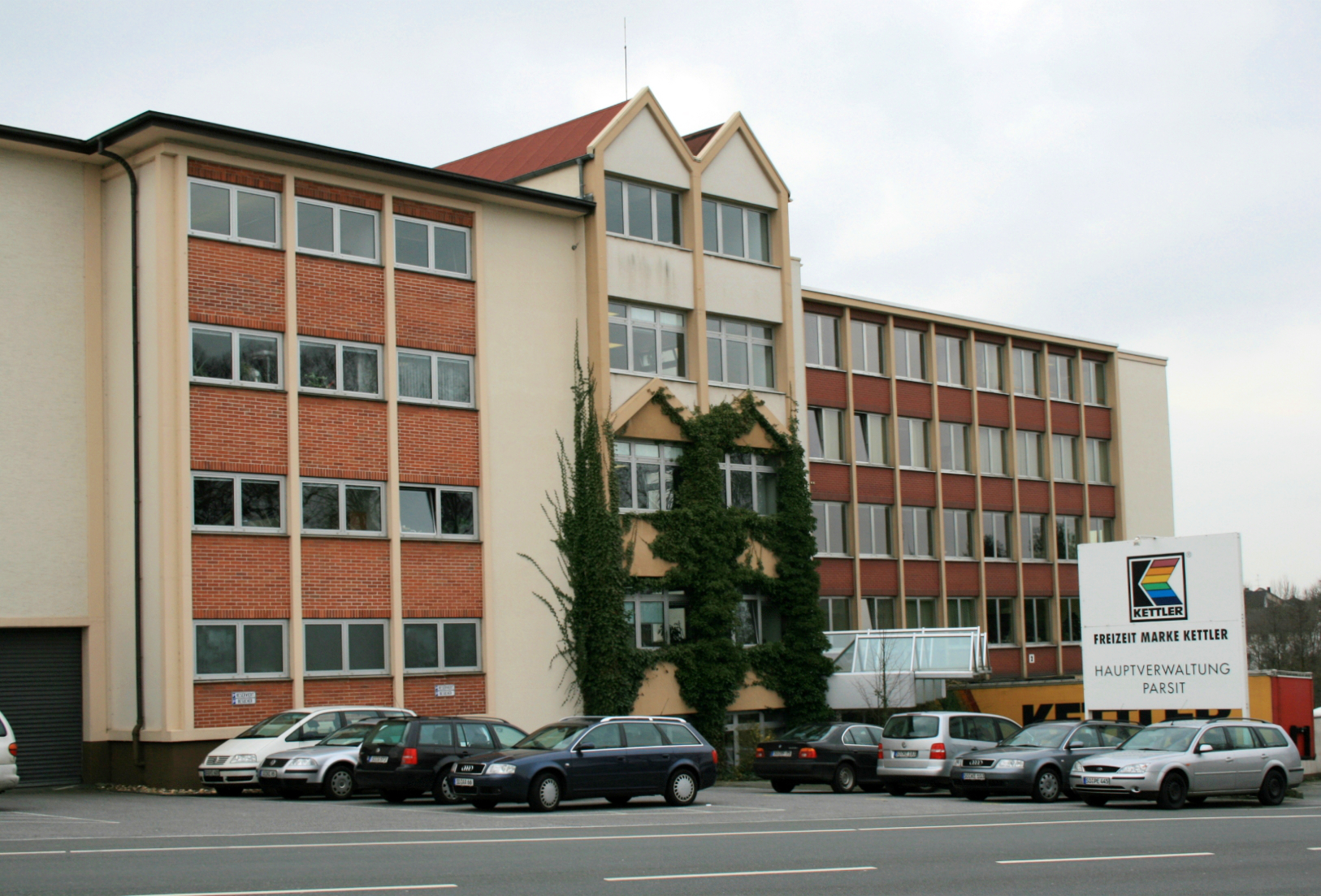
Bedrijfspand Kettler, Parsit

De economie wordt gekenmerkt door de agrarische sector en vooral, nu het grote bedrijf Kettler in 2019 failliet is gegaan, midden- en kleinbedrijf van voornamelijk regionaal en lokaal belang. Het grote bedrijventerrein bij Höingen omvat volgens de gemeentewebsite 450 bedrijven met in totaal 3.200 arbeidsplaatsen.

## Geschiedenis
Het dorp Bremen werd rond het jaar 1090 voor het eerst in een document vermeld.
De huidige gemeente Anse behoorde in de middeleeuwen tot het Graafschap Arnsberg en vanaf 1368, tot tegen het eind van de 18e eeuw, tot het Hertogdom Westfalen, dicht bij de grens met het Graafschap Mark. De facto was Westfalen onderdeel van het Keurvorstendom Keulen, daar de aartsbisschoppen van Keulen sedert de 12e eeuw ook hertog van Westfalen waren. Reeds vanaf de 9e eeuw was het gebied omstreden en dus politiek onrustig. Er stonden op en nabij de strategisch belangrijke heuvel Fürstenberg achtereenvolgens de versterkingen:
- Oldenburg (een vliedburg binnen een ringwal, 9e eeuw);
- Fürstenberg  (tweede helft 13e eeuw tot 1346); de kapel op de top van de Fürstenberg heeft oorspronkelijk vermoedelijk bij dit kasteel gehoord; en:
- Waterlappe (gebouwd midden 14e eeuw; vanaf 1370 een Offenhaus[2] voor de stad Soest; verwoest in de Dertigjarige Oorlog).

In het midden van de 15e eeuw lag tijdens de Soester Fehde de gemeente tijdelijk op de grens van katholiek en protestants gebied, wat aanleiding was tot de nodige politieke spanningen; zie Soest (Duitsland): Geschiedenis.
Bij het dorp Bremen vond in 1586 een veldslag plaats tussen Staatsgezinde troepen onder Maarten Schenk van Nydeggen en een katholieke Spaans-Duitse coalitie. De troepen van Schenk wonnen, waarna zij de stad Werl plunderden. Korte tijd later werd het gebied door de katholieken heroverd.

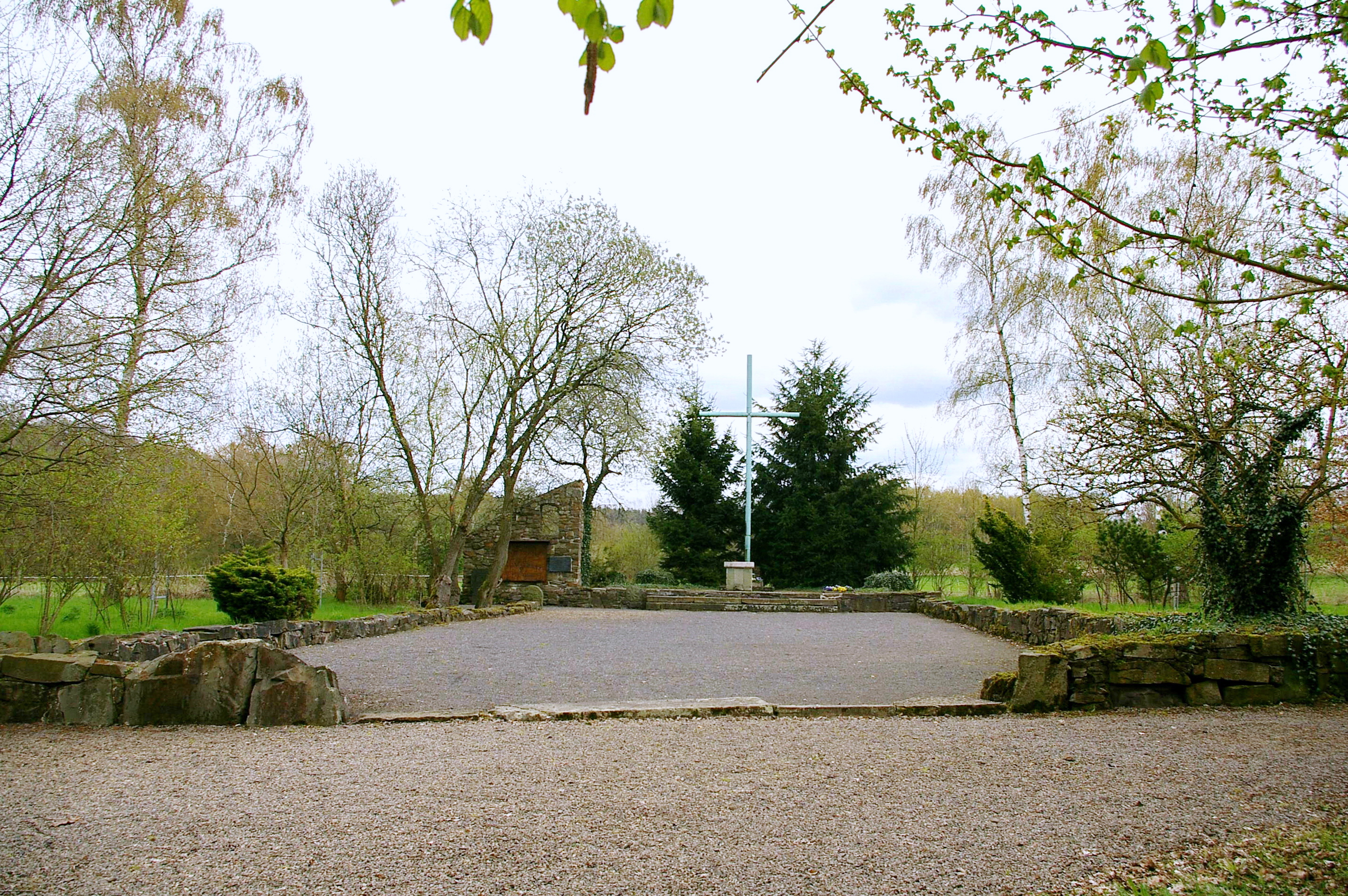
Monument Klooster Himmelpforten aan de Möhne

In de Tweede Wereldoorlog had het aan de Möhne gelegen deel van de gemeente veel te lijden door overstromingsschade, nadat de Geallieerden in  april 1943 in het kader van Operatie Chastise de stuwdam van de Möhnesee hadden kapotgebombardeerd. Zo werd het voormalige cisterciënzerklooster Himmelspforten met de bijbehorende kerk geheel weggespoeld. Door deze overstroming kwamen verscheidene mensen, onder wie de pastoor van het dorp, om het leven. Ter gedachtenis aan deze ramp is aan de rivier, bij de plek, waar het klooster gestaan heeft, een herdenkingsmonument opgericht.
Tot en met 2019 werd het dorp Parsit sterk beheerst door het bedrijf Kettler (trapautootjes, speelgoed, tuin- en vrijetijdsartikelen) dat er zijn hoofdkantoor had. Deze onderneming ging in de tweede helft van 2019 failliet.

## Bezienswaardigheden
- De gemeente is rijk aan veelzijdig natuurschoon, zowel in de rivierdalen, waar enige wetlands en oevergebieden tot (vogel-)reservaat zijn verklaard, als hogerop in de tot 279 m hoge uitlopers van het Sauerland, waar aardige boswandelingen mogelijk zijn. Ook de mountainbiker en de fietser, die enig klim- en daalwerk aan kan, vindt er enkele geschikte routes.
- In het bijzonder vanaf de 279 meter hoge Fürstenberg ten zuiden van Lüttringen, is het uitzicht fraai. Op de plaats van voormalige kastelen staat hier nog een 15e-eeuwse kapel.
- Markant is de in 1949 gebouwde rooms-katholieke St. Bernhardkerk te Niederense. Brokken muur uit de ruïnes van de kloosterkerk Himmelpforten, die in 1943 door de overstroming verloren ging, zijn in de kerk ingebouwd.
- De ramp van 1943 is ook een belangrijk onderwerp van de permanente expositie in het kleine Heimatmuseum in de voormalige school te Niederense.
- De rooms-katholieke, in 1905 in de stijl der neogotiek gebouwde, St.-Lambertuskerk te Bremen bevat een 18e-eeuws barokinterieur, afkomstig uit een oudere kerk, die hier gestaan heeft.
- Ook de kleine St.-Rochuskapel te Oberense heeft een fraai barok interieur. Deze werd in 1723 gebouwd na een naar verhouding goed doorstane epidemie van dysenterie (ter plaatse rote Ruhr, rode loop, genaamd; er is geen verband met de naam van de nabije rivier de Ruhr).
- Bij Hünningen staat het fraaie, vroeg 18e-eeuwse kasteelachtige Haus Füchten. Het is particulier bewoond en niet te bezichtigen. Tot en met 2019 werden er echter in een fraaie zaal in het gebouw af en toe concerten van klassieke muziek gehouden, die men tegen betaling kon bijwonen.
- De Sint-Urbanuskapel in het nietige gehucht Bilme dateert uit de 13e eeuw en is fraai gelegen.

## Galerij

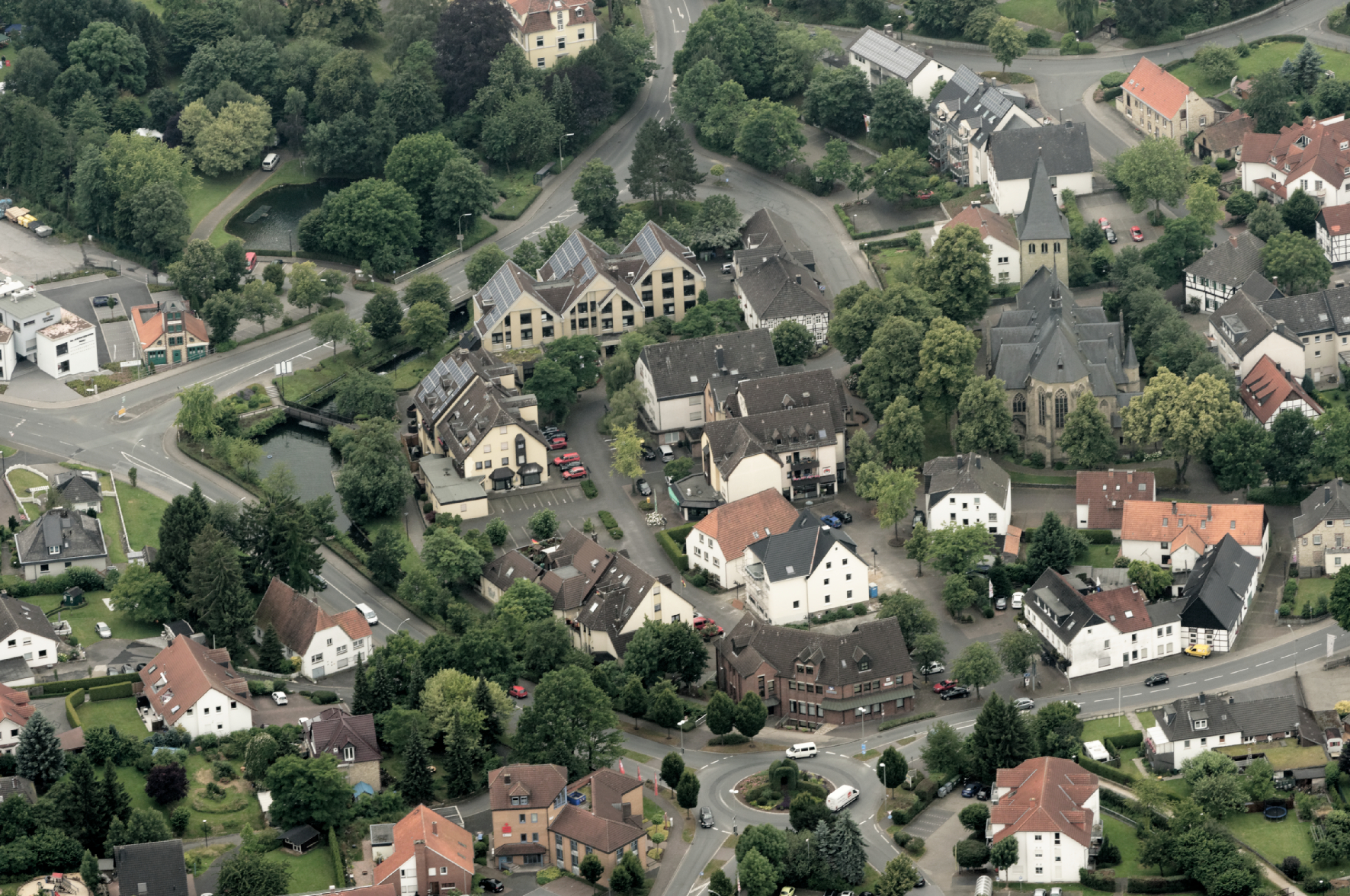
Luchtfoto centrum Bremen
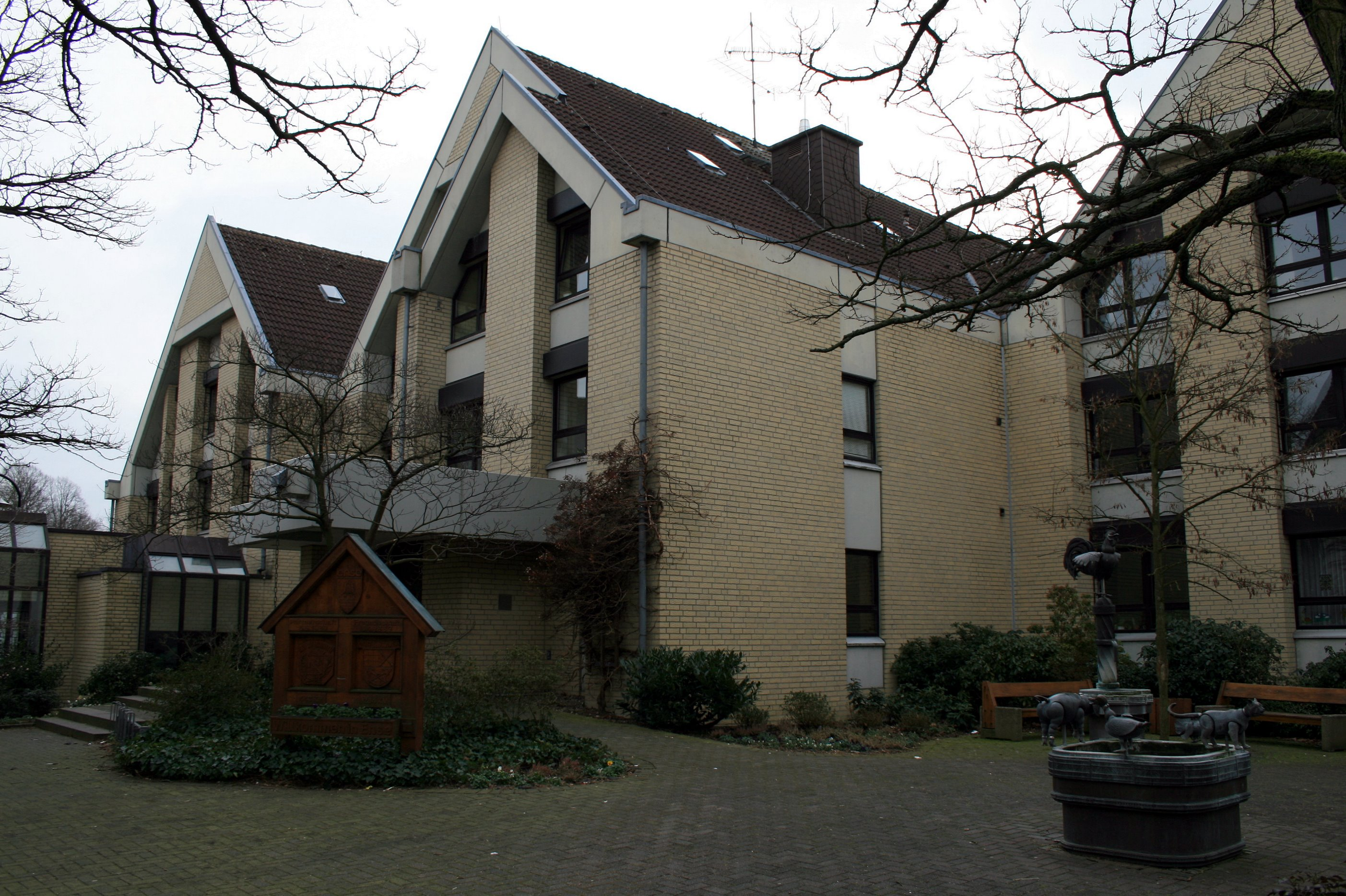
Gemeentehuis
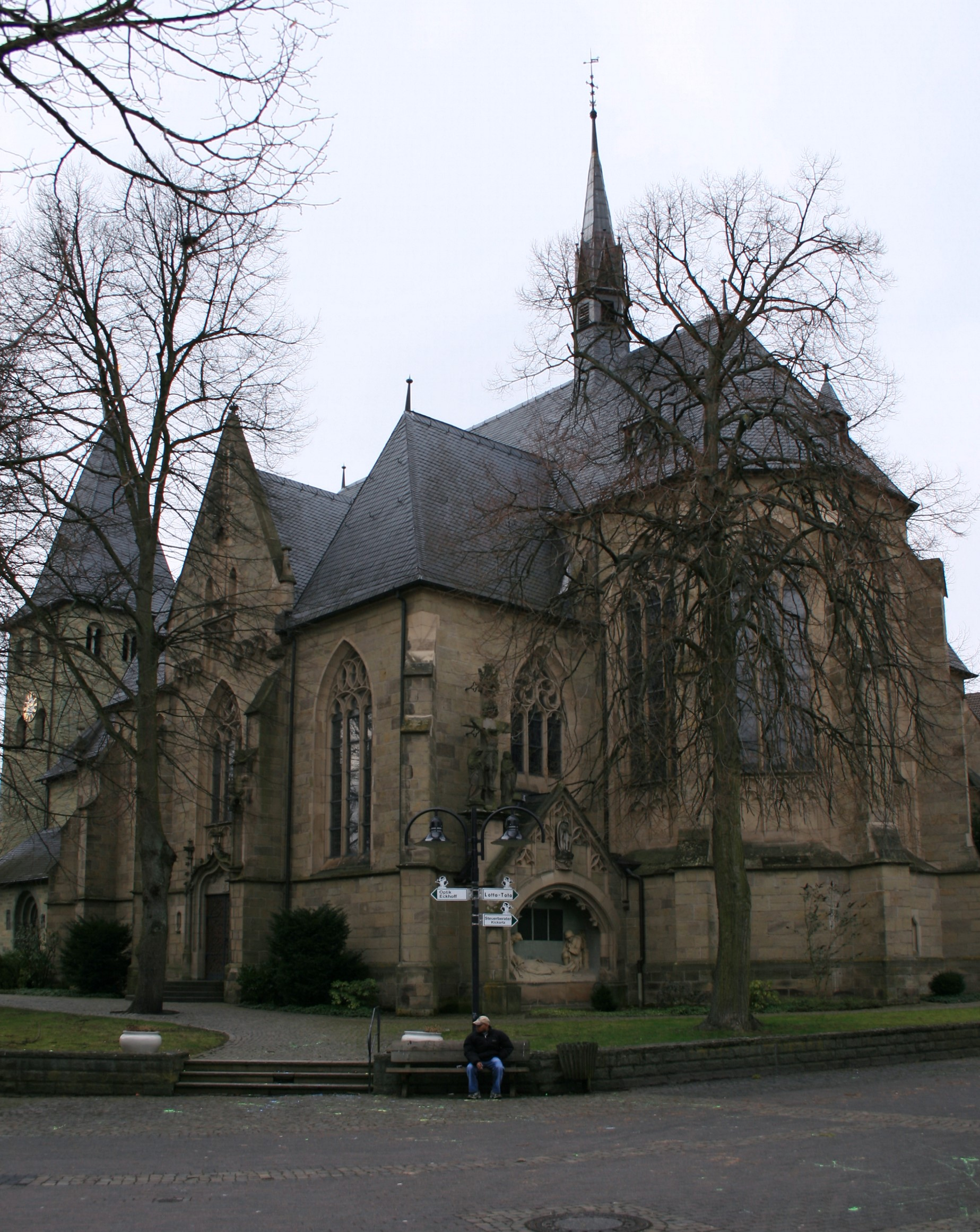
St. Lambertuskerk te Bremen (1905)
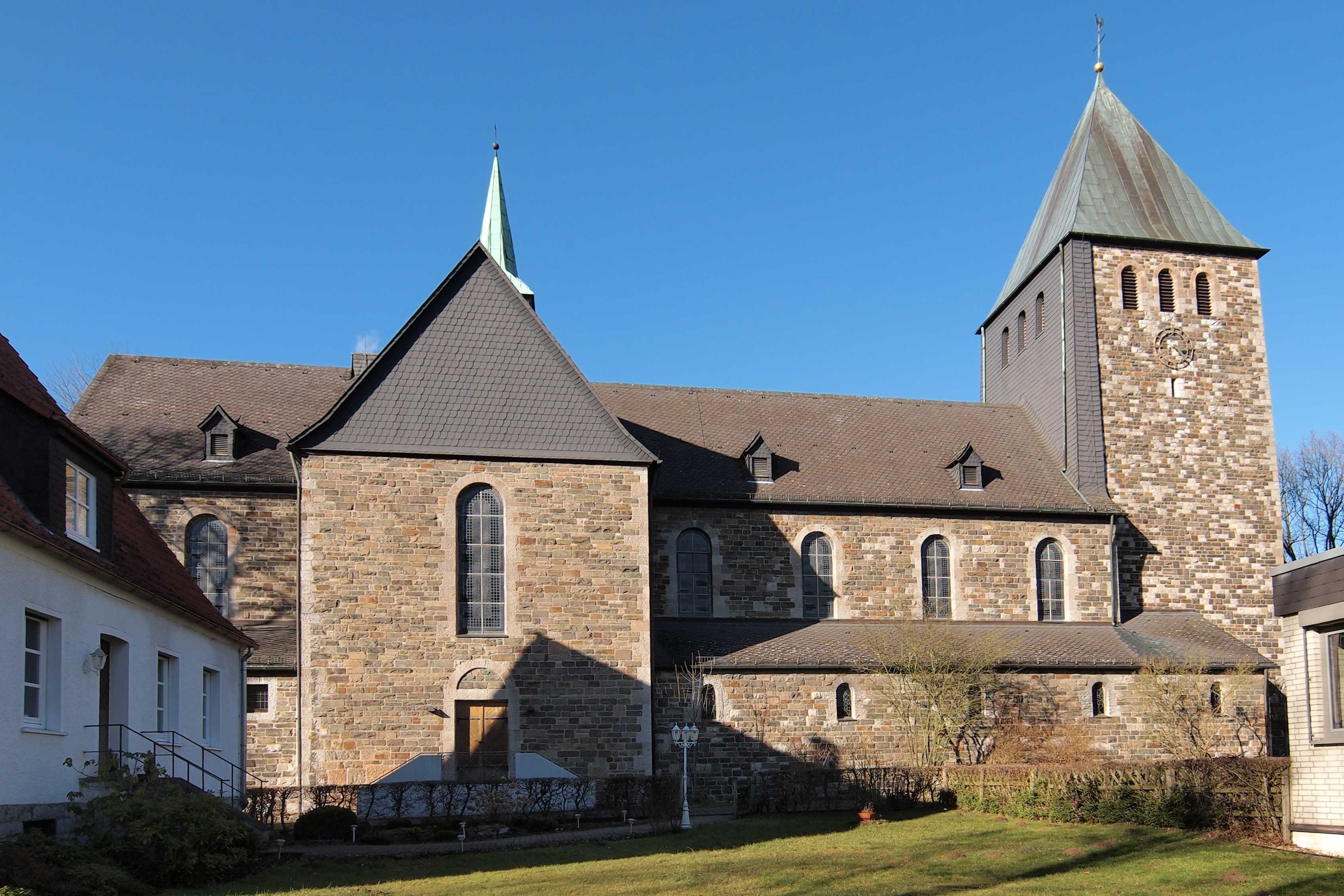
R.K. St. Bernhardkerk (1949), Niederense
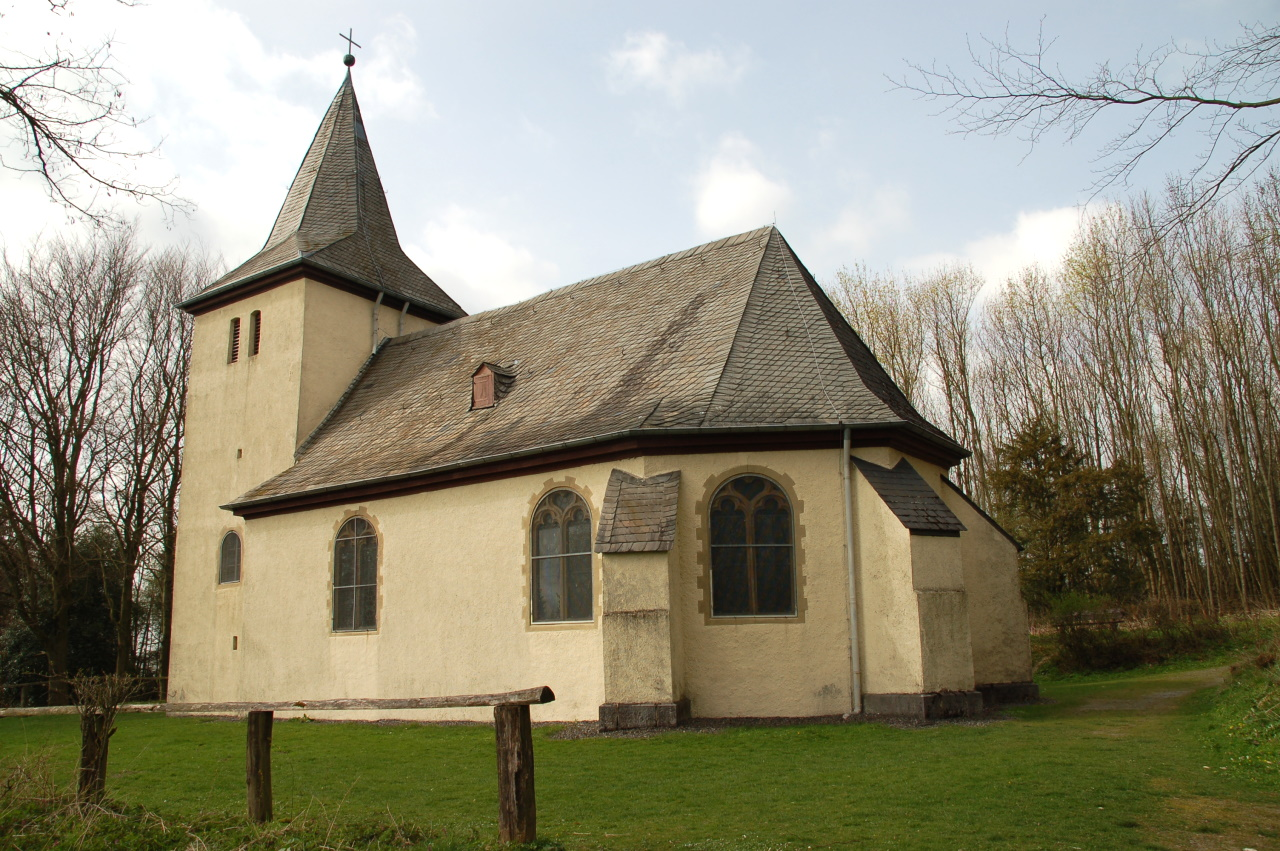
Kapel op de Fürstenberg (15e eeuw)
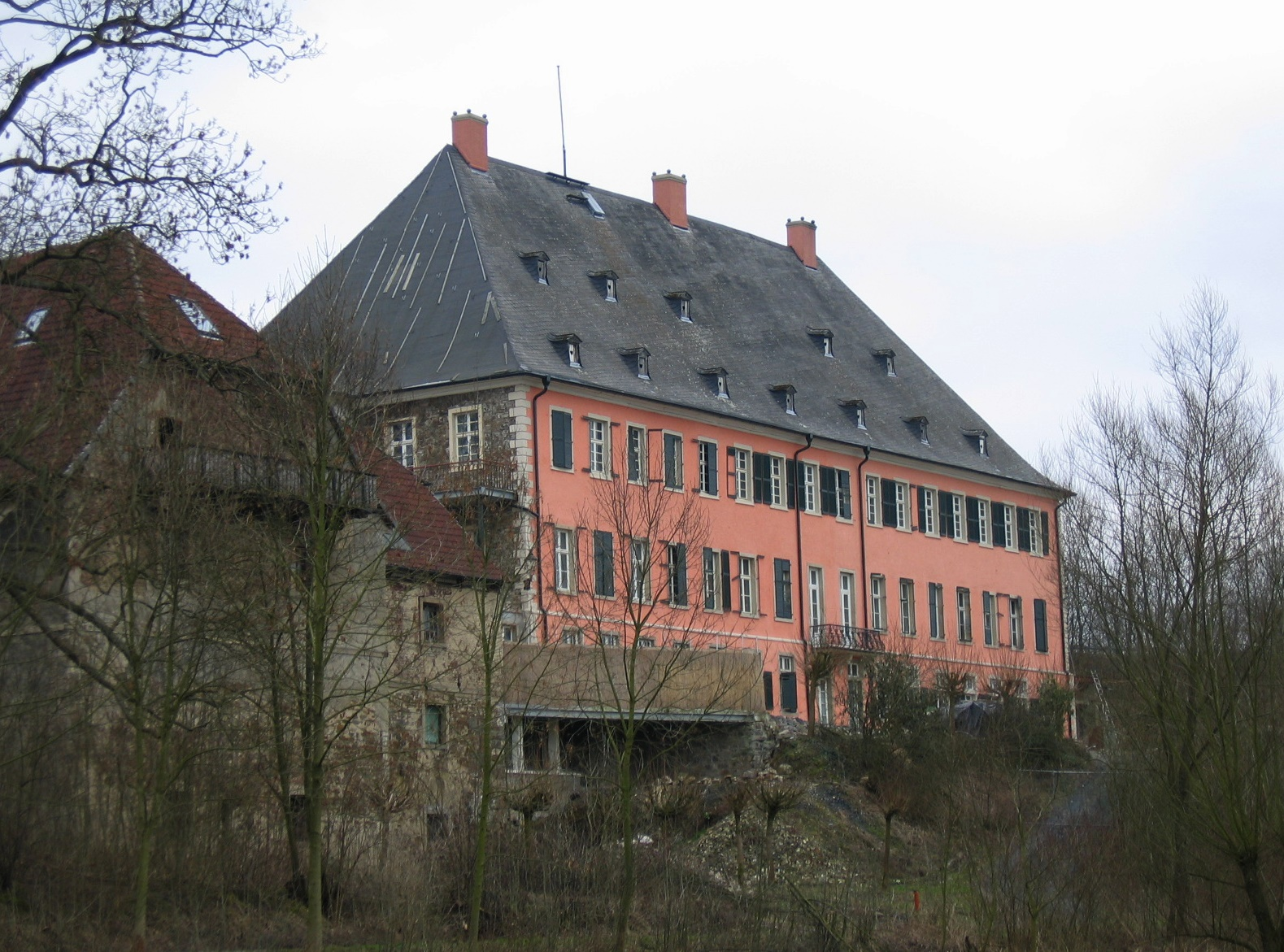
Landhuis Füchten, Hünningen
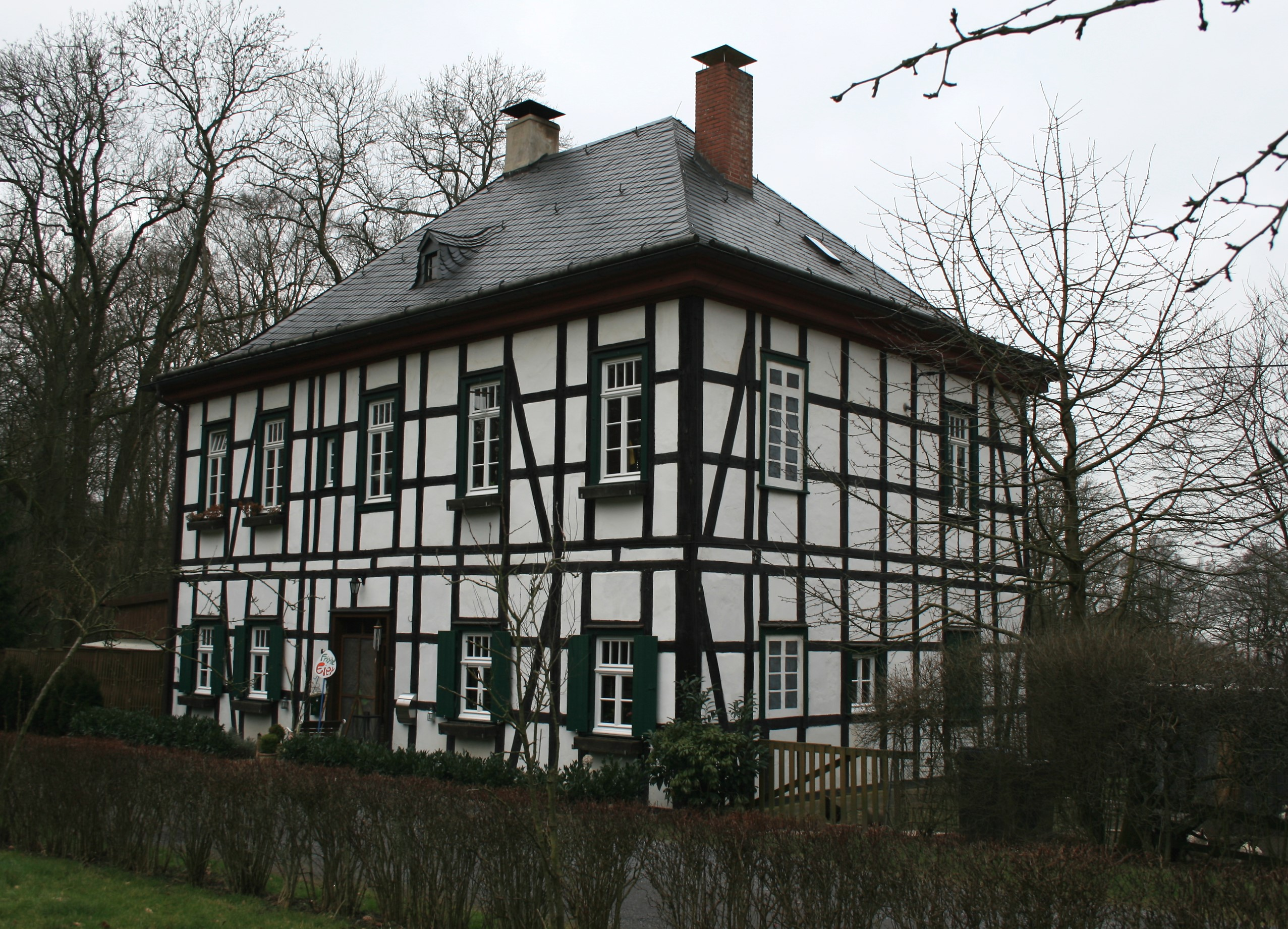
Boswachtershuis Höingen
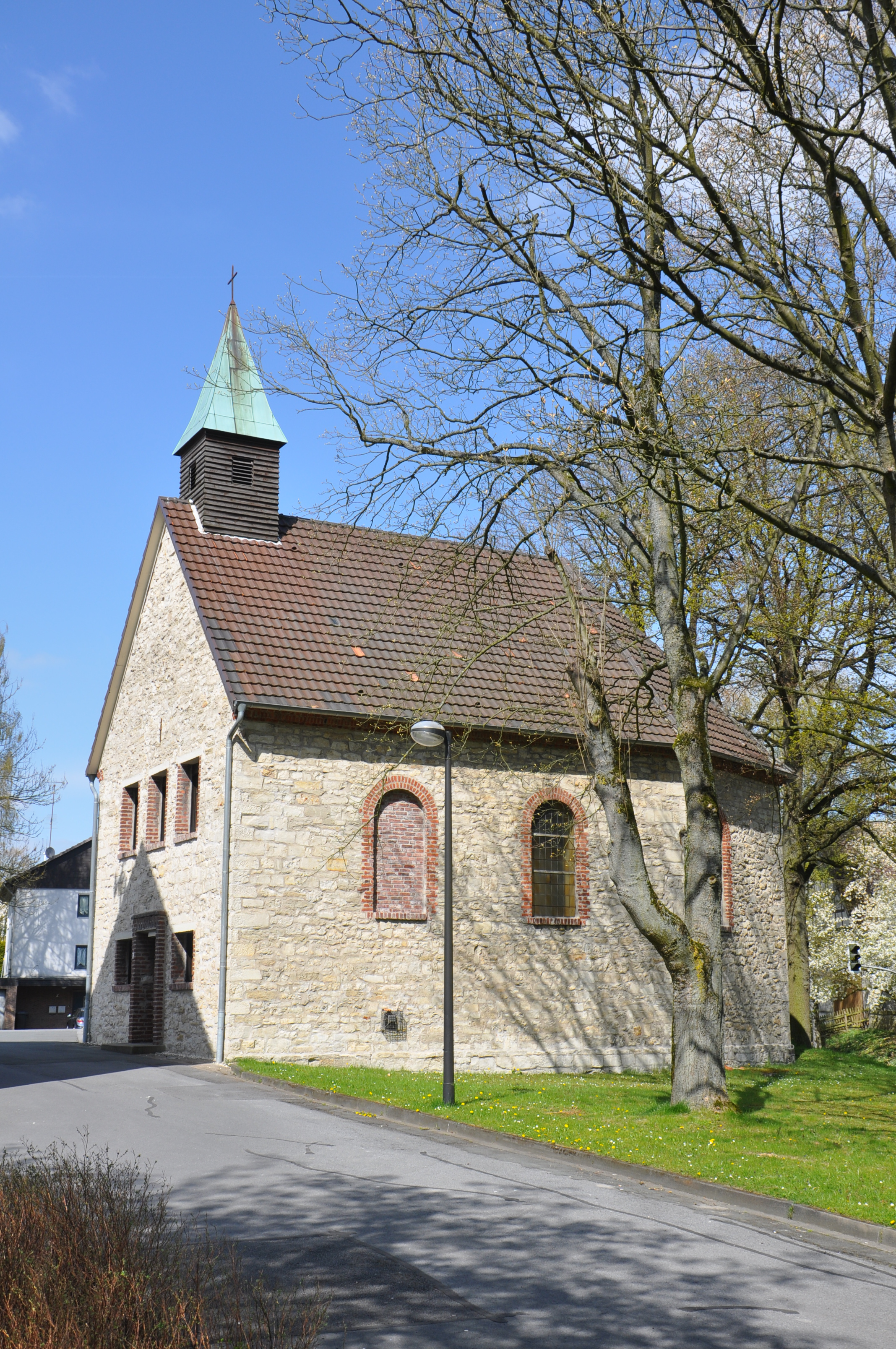
St. Annakapel, Niederense
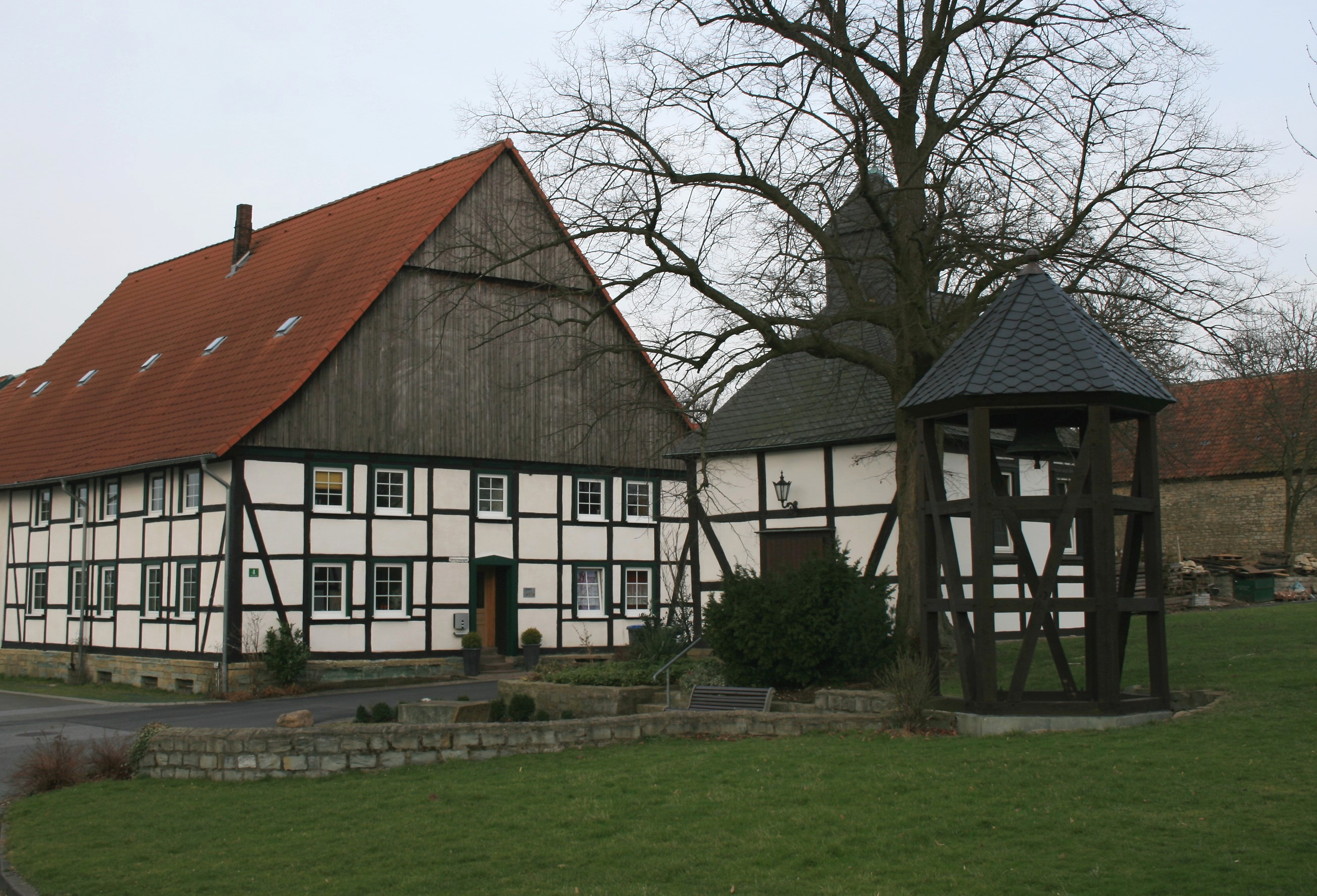
Vakwerkhuis en daarnaast rechts de St. Rochuskapel te Oberense
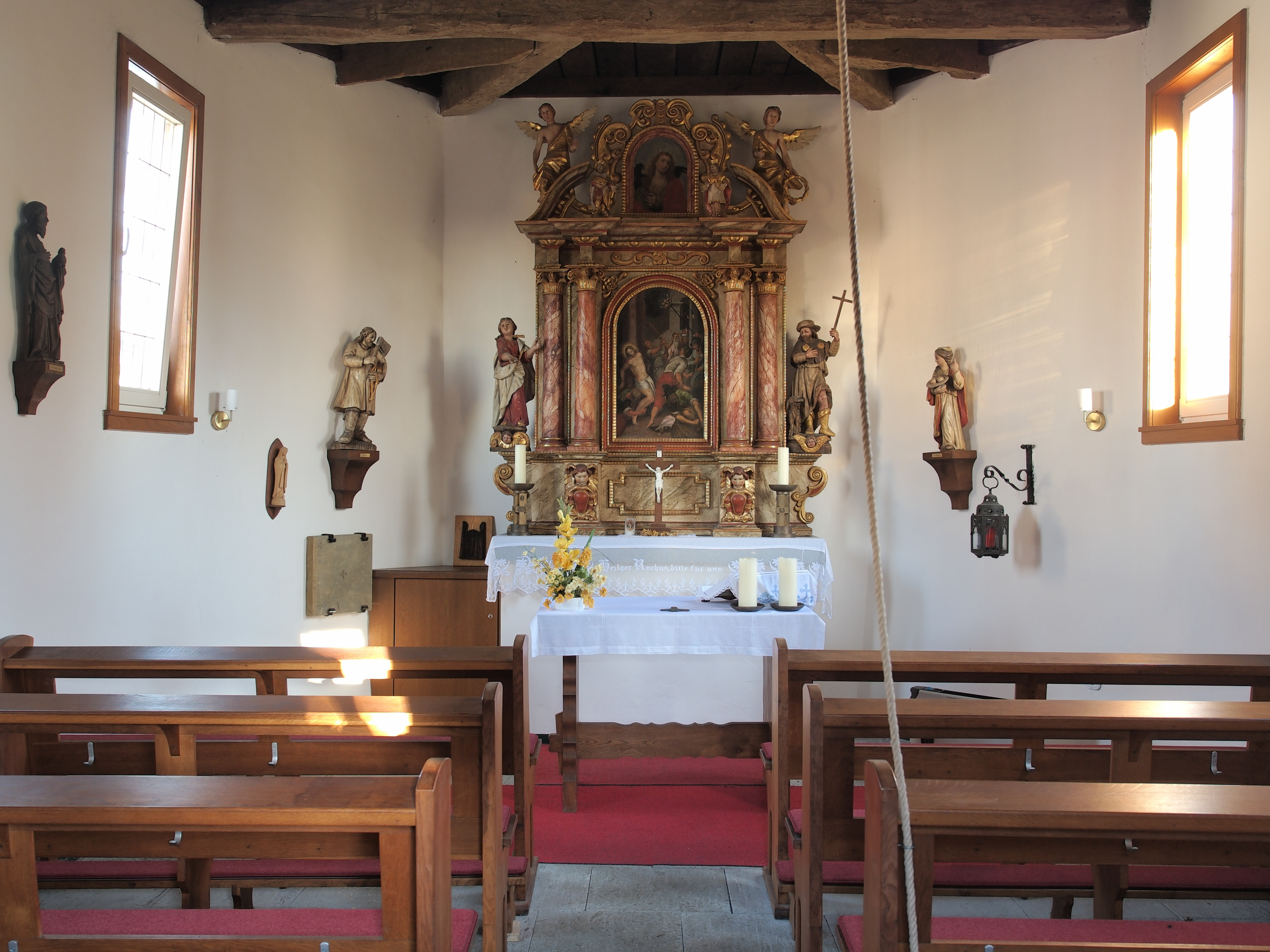
Interieur van deze kapel
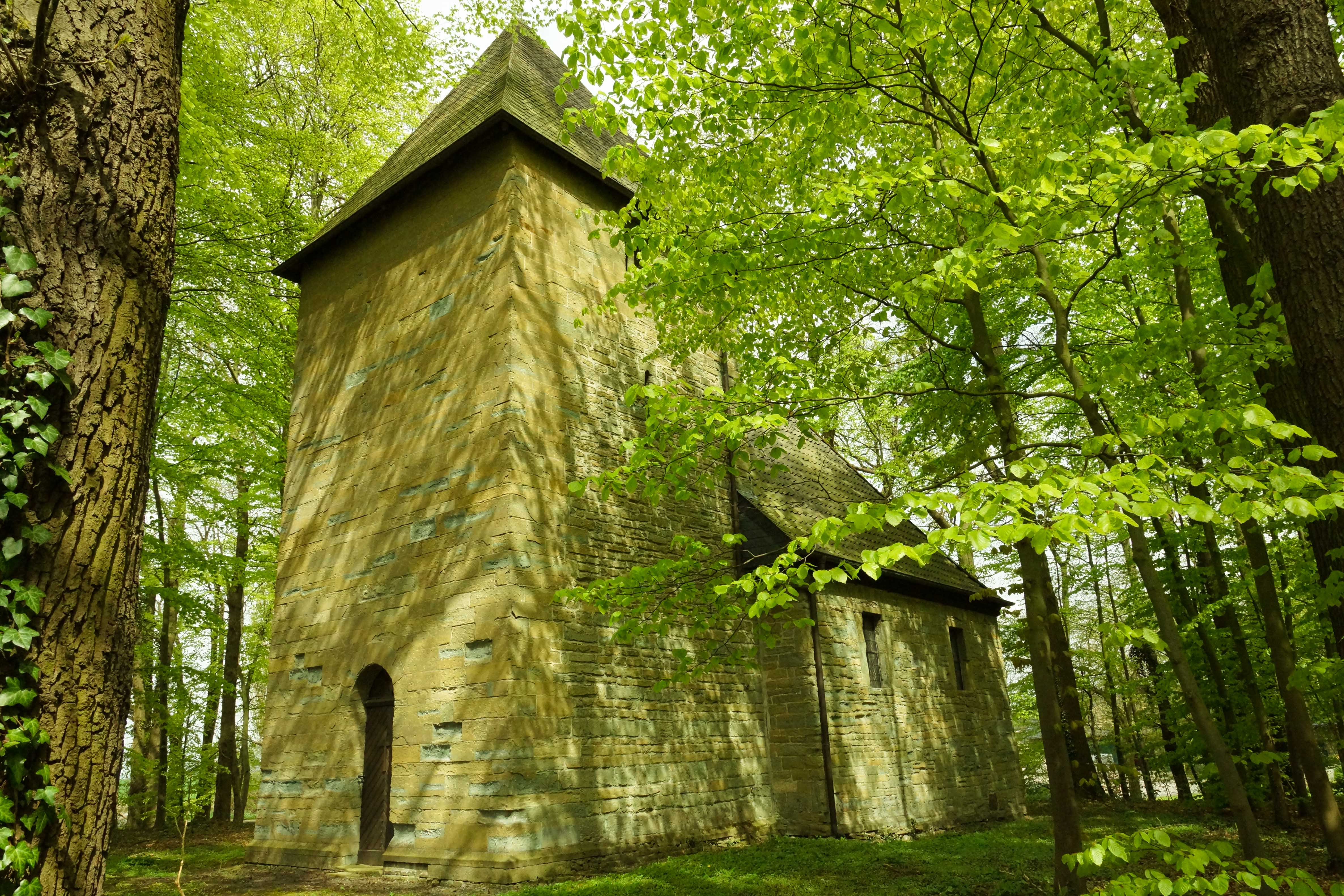
St. Urbanuskapel, Bilme
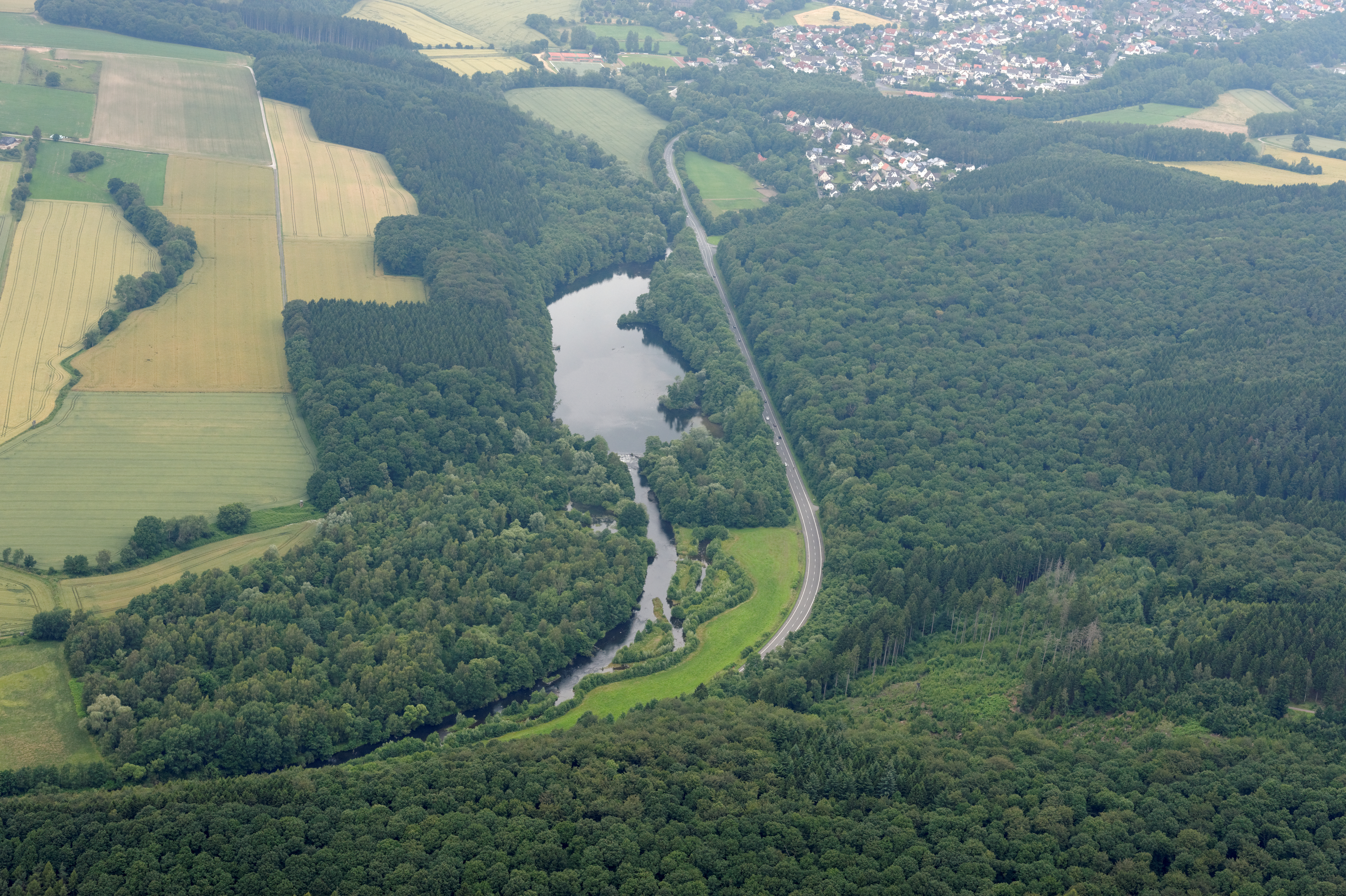
Natuurgebied Enser See; op de achtergrond is Neheim zichtbaar.

## Belangrijke personen in relatie tot de gemeente
- Dietrich von Fürstenberg (ook genaamd: Theodor von Fürstenberg, Theodericus liber baro a Furstenberg of Theodor von Paderborn; * 7 oktober 1546 op kasteel Waterlappe bij Ense; † 4 december 1618 op kasteel  Schloss   Neuhaus bij Paderborn), sedert 1585 als Diederik IV  prinsbisschop van Paderborn. Diederik liet de onder zijn voorganger deels protestants geworden stad Paderborn weer aan zich, en dus aan het katholicisme, onderwerpen. In zijn tijd vonden in zijn diocees veel heksenprocessen plaats.

## Partnergemeentes
- Eleu-dit-Leauwette, Frankrijk
- Burkardroth, Duitsland

Beide jumelages bestaan sedert 1989.
Anröchte · Bad Sassendorf · Ense · Erwitte · Geseke · Lippetal · Lippstadt · Möhnesee · Rüthen · Soest · Warstein · Welver · Werl · Wickede